# Сен-Кантен-сюр-Изер
Сен-Кантен-сюр-Изер (фр. Saint-Quentin-sur-Isère) — коммуна во Франции, находится в регионе Рона — Альпы. Департамент коммуны — Изер. Входит в состав кантона Тюллен. Округ коммуны — Гренобль.
Код INSEE коммуны — 38450. Население коммуны на 1999 год составляло 1 231 человек. Населённый пункт находится на высоте от 176  до 1 008  метров над уровнем моря. Муниципалитет расположен на расстоянии около 470 км юго-восточнее Парижа, 80 км юго-восточнее Лиона, 18 км северо-западнее Гренобля. Мэр коммуны — M. Jean-Pierre FAURE, мандат действует на протяжении 2008—2014 гг.
Динамика населения (INSEE):